# Sarcopterigieni
Sarcopterigienii sau Sarcopterigii (Sarcopterygii) (din greaca sarko = cărnos + pterygii, pterygium = aripioară, înotătoare) cu denumiri mai vechi de Choanichthyes, Axonopterygii este o clasă de pești osoși actuali și fosili (majoritatea) primar dulcicoli cu înotătoare perechi groase și cărnoase, prevăzute cu un peduncul acoperit cu solzi. Cavitățile nazale se deschid în cerul gurii prin orificiile denumite coane (narine interne) de unde și numele anterior al subclasei, Choanichthyes (din greaca choana = pâlnie + ichthyes = pește). Clasificarea este controversată. Au fost găsite fosile datând din silurianul superior, acum 430 de milioane de ani.

## Subdiviziuni
Tradițional se împart în 2 superordine sau subclase: peștii crosopterigieni (Crossopterygii) și peștii dipnoi (Dipnoi). 
Se presupune că din crosopterigienii vechi au derivat tetrapodele (Tetrapoda).